# Edward Adelbert Doisy
Edward Adelbert Doisy (Hume (Illinois), 3 november 1893 – Saint Louis (Missouri), 23 oktober 1986) was een Amerikaans biochemicus die in 1943 met Henrik Dam de Nobelprijs voor Fysiologie of Geneeskunde kreeg voor hun ontdekking van vitamine K en haar chemische structuur.

## Biografie
De in Hume geboren Edward Doisy was de zoon van Edward Perez Doisy (1867-1955) en Ada Alley Doisy (1870-1942). Hij verkreeg zijn opleiding aan de Universiteit van Illinois te Urbana-Champaign waar hij in 1914 zijn bachelor en in 1916 zijn mastergraad behaalde. De Eerste Wereldoorlog onderbrak zijn opleiding voor twee jaar, gedurende waarin hij diende in het leger Na de oorlog hij naar de Harvard-universiteit waar hij in 1920 promoveerde.
In 1919 accepteerde hij een positie bij de Faculteit Biochemie aan de Washington-universiteit in Saint Louis, waar hij opklom tot universitair hoofddocent. Later diende hij als hoogleraar en voorzitter van die faculteit tot aan zijn pensionering in 1965.
Doisy huwde Alice Ackert op 20 juli 1918, ze kregen samen vier kinderen: Edward Adelbert, Robert, Philip en Richard. Zijn tweede huwelijk, na het overlijden van zijn echtgenote, was met Margoret McCormick op 19 juli 1965.

## Werk
Twaalf jaar lang, van 1922 tot 1934, werkte Doisy samen met de Amerikaans fysioloog Edgar Allen om het eierstoksysteem bij raten en muizen te bestuderen. Gedurende deze periode slaagde hij er in 1929 in om tegelijk met, maar onafhankelijk van de Duitser Adolf Butenandt, oestron (het eerste oestrogeen op deze wijze bereid) in zuivere kristallijne vorm te isoleren uit urine van zwangere vrouwen. Later isoleerde hij nog twee andere, gerelateerde stoffen: oestriol en oestradiol.
Eind jaren 1930 zette Doisy het onderzoek van Henrik Dam naar vitamine K voort en ontdekte dat deze in verschillende vormen bestaat, namelijk vitamine K1 (fylloquinon) en vitamine K2 (menaquinon). Naast het ophelderen van de chemische structuur ervan slaagde Doisy er ook in om de vitamine synthetisch aan te maken (vitamine K3). Gesynthetiseerde vitamine K kon relatief goedkoop in grote hoeveelheden geproduceerd worden voor de behandeling van bloedingen, vooral bij pasgeborenen en andere personen met een gemis aan natuurlijke weerstand.